# Доктор хонорис кауза
Доктор хонорис кауза (на латински: doctor honoris causa – „доктор по заслуги“, понякога съкращавано като д-р хон. кауза) или почетен доктор е почетно научно звание.
Присъжда се от висше училище за заслуги към развитието на науката, образованието, културата и обществения живот или като жест на добра воля при посещения на високопоставени политици, навършвания на кръгли юбилеи на изтъкнати общественици, академични личности и политици. Почетната докторска степен се дава, без за целта да се минава по обичайния академичен път (обучение, преподаване, полагане на изпити за научен „минимум“ и други изпити, дисертация). Тя има символична стойност.
Носителите на званието имат право ежегодно да изнасят публична лекция във висшето училище, което им е присъдило званието.